# Tityus florezi
Espèce
Tityus florezi est une espèce de scorpions de la famille des Buthidae.

## Distribution
Cette espèce est endémique du département de Tolima en Colombie.

## Étymologie
Cette espèce est nommée en l'honneur d'Eduardo Flórez Daza.

## Publication originale
- Lourenço, 2000 : « Synopsis of the Colombian species of Tityus Koch (Chelicerata, Scorpiones, Buthidae), with descriptions of three new species. » Journal of Natural History, vol. 34, no 3, p. 449-461.